# بانیولو دی پو
بانیولو دی پو (به ایتالیایی: Bagnolo di Po) یک کومونه در ایتالیا است که در استان روویگو واقع شده‌است.

## خصوصیات
بانیولو دی پو ۲۱ کیلومترمربع مساحت و ۱٬۴۱۴ نفر جمعیت دارد و ۷ متر بالاتر از سطح دریا واقع شده‌است.